# بازیگران پورنوگرافی در سینمای رایج
از دهه ۱۹۷۰، تعدادی از بازیگران فیلم‌های بزرگسالان در سینمای رایج ایفای نقش کرده‌اند. از جمله، مریلین چمبرز و لیندا لاولیس بازیگران فیلم‌های بزرگسالان، در دهه ۱۹۷۰ در این زمینه تلاش‌هایی کردند، اما موفقیت چندانی نداشتند. چمبرز در سال ۱۹۷۷ در فیلم ترسناک هار با دیوید کراننبرگ همکاری کرد. تریسی لوردز پورن استار سابق، در فیلم‌های جان واترز، کرای-بیبی و سریال مام و همچنین در فیلم کمدی زک و میری یک فیلم پورنو می‌سازند بازی کرد. بازیگر پورنوگرافی همجنسگرا جانی هازارد در فیلم درام نارنجی ببری حضور دارد، و جیمز دین نقش اصلی مرد را در فیلم دره‌های عمیق (۲۰۱۳) ایفا کرده است.
فهرست زیر بازیگران پورنوگرافی را نشان می‌دهد که در فیلم‌های غیر پورنوگرافی بازی کرده‌اند.

## فهرست
| بازیگر پورنوگرافی | عنوان فیلم(های) غیر پورنوگرافی | اولین سال |
| ----------------- | --- | --------- |
| ابیگیل کلایتون    | - بای‌بای میمون (۱۹۷۸) - مجنون (فیلم ۱۹۸۰) (۱۹۸۰) - خیلی خوب (فیلم ۱۹۸۱) (۱۹۸۱) | ۱۹۷۸      |
| الکسیس تگزاس      | - بیکینی فرانکشتاین (۲۰۱۰) | ۲۰۱۰      |
| امبر لین          | - پرداخت ۵۲ هزار دلاری (۱۹۸۶) | ۱۹۸۶      |
| آنت هیون          | - ۱۰ (۱۹۷۹) | ۱۹۷۹      |
| اشلین گیر         | - یکه‌تاز (۲۰۰۱) (به عنوان کیمبرلی پاتون) | ۱۹۸۶      |
| اشلین بروک        | - پیرانا سه‌بعدی (۲۰۱۰) | ۲۰۱۰      |
| ایژا کاررا        | - لبوفسکی بزرگ (۱۹۹۸) | ۱۹۹۸      |
| ارورا اسنو        | - قوانین جاذبه (فیلم) (۲۰۰۲) - خیلی بد (صحنه اضافی) (۲۰۰۷) | ۲۰۰۲      |
| باربارا در        | | ۱۹۹۲      |
| بلادونا           | - خباثت ذاتی (۲۰۱۴) | ۲۰۱۴      |
| بری السن          | - هزارپای انسانی ۳ (دنباله نهایی) (۲۰۱۵) | ۲۰۰۹      |
| برنت کوریگان      | | ۲۰۰۸      |
| بریجت پاورز       | - اعترافات یک ذهن خطرناک (۲۰۰۲) - یگان ضربت (۲۰۰۳) - کوتاهی پا مشکلی نیست (۲۰۰۳) - هابیل و قابیل (۲۰۰۶) - مچ‌بندها: یک داستان عاشقانه (۲۰۰۶) - امیدوارم آن‌ها در جهنم آبجو سرو کنند (۲۰۰۹)                                                                  | ۲۰۰۲      |
| بریژیت لائه       | - ای مثل ایکاروس (۱۹۷۹) - بی‌چهره (فیلم) (۱۹۸۸) - هنری و جون (۱۹۹۰) | ۱۹۷۸      |
| کاندیدا رویال     | - ۱۰ (۱۹۷۹) | ۱۹۷۹      |
| چارمان استار      | - دینامیت سیاه (۲۰۰۹) | ۲۰۰۹      |
| کلویی چری         | - سرخوشی (۲۰۲۲) | ۲۰۱۵      |
| کریسی مورن        | | ۲۰۰۴      |
| دینا دی‌آرمند      | | ۲۰۰۵      |
| دنی وریسیمو       | - بلوک ۱۳ (۲۰۰۴) | ۲۰۰۴      |
| الیسکا کراس       | - ونوس سیاه (۲۰۱۰) | ۲۰۱۰      |
| ایوا هنگر         | - و اینک سکس (۲۰۰۱) | ۲۰۰۱      |
| فرانسوا ساگا      | - اره ۶ (۲۰۰۹) | ۲۰۰۹      |
| فرد جی. لینکلن    | - آخرین خانه در سمت چپ (۱۹۷۲) | ۱۹۷۲      |
| جورجینا اسپلوین   | - دانشکده پلیس (۱۹۸۴) - دانشکده پلیس ۳ (۱۹۸۶) | ۱۹۸۴      |
| جیانا مایکلز      | - پیرانا سه‌بعدی (۲۰۱۰) | ۲۰۱۰      |
| جینا لین          | - تحلیل آن (۲۰۰۲) | ۲۰۰۲      |
| جینجر لین         | - اسلحه‌های جوان ۲ (۱۹۹۰) - روسپی (۱۹۹۱) - پای آمریکایی: اردوگاه نوار (۲۰۰۵) - مطرودین شیطان (۲۰۰۵) | ۱۹۸۸      |
| هری ریمز          | | ۱۹۷۶      |
| هدر هانتر         | - او بازی را برد (۱۹۹۸) | ۱۹۹۰      |
| هولی همپسون       | - ولوم را بالا ببرید (۱۹۹۰) - جیا (۱۹۹۸) | ۱۹۹۰      |
| جیمز دین          | - دره‌های عمیق (۲۰۱۳) | ۲۰۱۳      |
| جیمی گیلیس        | - شاهین‌های شب (۱۹۸۱) - پرداخت ۵۲ هزار دلاری (۱۹۸۶) | ۱۹۸۰      |
| جنین لیندمولدر    | | ۱۹۸۹      |
| جینا فاین         | - اورگازمو (۱۹۹۷) - قدیسان بوندوک (۱۹۹۹) | ۱۹۹۷      |
| جینی پپر          | | ۱۹۹۱      |
| جنا هیز           | - خیلی بد (صحنه اضافی) (۲۰۰۷) - کرانک: ولتاژ بالا (۲۰۰۹) | ۲۰۰۷      |
| جنا جیمسون        | | ۱۹۹۷      |
| جنیفر ولز         | | ۱۹۷۳      |
| جسی جین           | - مردان متوسط (۲۰۱۰) | ۲۰۰۳      |
| جسیکا جیمز        | - چگونه به یک زن عشق بورزیم (۲۰۱۰) | ۲۰۱۰      |
| جوئل دنایل        | - پالی شور مرده‌است (۲۰۰۳) | ۲۰۰۳      |
| جیل کلی           | - او بازی را برد (۱۹۹۸) | ۱۹۹۸      |
| جوانا آنجل        | | ۲۰۱۱      |
| جانی هازارد       | - نارنجی ببری (۲۰۱۴) | ۲۰۱۴      |
| جولی اشتون        | - اورگازمو (۱۹۹۷) | ۱۹۹۷      |
| کارن لانکاوم      | - بز-موآ (۲۰۰۰) | ۲۰۰۰      |
| کیتی مورگان       | - زک و میری یک فیلم پورنو می‌سازند (۲۰۰۸) - زندگی اتفاق می‌افتد (۲۰۱۰) | ۲۰۰۸      |
| کاتسونی           | - غیرممنوعه (۲۰۰۶) - کایرا (۲۰۱۲) | ۲۰۰۶      |
| کیدن کراس         | - دان جان (۲۰۱۳) - رؤیای آبی (۲۰۱۳) - پلیس سامورایی ۲: انتقام مرگبار (۲۰۱۵) | ۲۰۱۵      |
| کوبه تای          | - اوضاع خیلی بد (۱۹۹۸) | ۱۹۹۸      |
| کایلی آیرلند      | - روزهای عجیب و غریب (۱۹۹۵) | ۱۹۹۵      |
| لکسی بل           | - پلیس سامورایی ۲: انتقام مرگبار (۲۰۱۵) | ۲۰۱۵      |
| لکسینگتون استیل   | - کرانک: ولتاژ بالا (۲۰۰۹) | ۲۰۰۹      |
| لیزی بردن         | | ۲۰۰۲      |
| لینزی درو         | - گرگ‌نمای آمریکایی در لندن (۱۹۸۱) - آریا (فیلم ۱۹۸۷) (۱۹۸۷) | ۱۹۸۱      |
| لورلی لی          | - درباره چری (۲۰۱۲) | ۲۰۱۲      |
| ماریا ازاوا       | | ۲۰۰۹      |
| ماری فورشو        | - حکایت‌های غیراخلاقی (۱۹۷۳) | ۱۹۷۳      |
| مریلین چیمبرز     | - جغد و گربه ملوس (۱۹۷۰) (قبل از پورن) - هار (۱۹۷۷) | ۱۹۷۰      |
| مارلین ویلابی     | - جایی برای پنهان شدن نیست (۱۹۷۰) - ازدواج با گروه تبهکاران (۱۹۸۸) | ۱۹۷۰      |
| ماری کری          | | ۲۰۰۵      |
| متیو راش          | | ۲۰۰۶      |
| ملیسا هیل         | - اورگازمو (۱۹۹۷) | ۱۹۹۷      |
| میچل تورن         | | ۱۹۹۴      |
| موانا پوتسی       | - فرار از برانکس (۱۹۸۳) - جینجر و فرد (۱۹۸۶) | ۱۹۸۲      |
| مونیک الکساندر    | - کرانک: ولتاژ بالا (۲۰۰۹) | ۲۰۰۲      |
| ناچو ویدال        | | ۲۰۰۲      |
| نیک مانینگ        | - کرانک: ولتاژ بالا (۲۰۰۹) | ۲۰۰۹      |
| نینا هارتلی       | - بوگی نایتز (۱۹۹۷) | ۱۹۹۷      |
| اویدی             | - پورنوساز (۲۰۰۱) - همه‌چیز درباره آنا (۲۰۰۵) | ۲۰۰۱      |
| پل بارسی          | - مهمانی وحشی (۱۹۷۵) - بی‌نقص (۱۹۸۵) - ارواح مریخ (۲۰۰۱) | ۱۹۷۵      |
| پل توماس          | - عیسی مسیح سوپراستار (۱۹۷۳) (as Philip Toubus) (قبل از پورن) | ۱۹۷۳      |
| پیوما سوید        | - فرزندان آشوب (۲۰۱۴) | ۲۰۱۰      |
| ربکا لورد         | - من یک معتاد به سکس هستم (۲۰۰۵) | ۲۰۰۵      |
| رایلی استیل       | - پیرانا سه‌بعدی (۲۰۱۰) | ۲۰۱۰      |
| رابرت کرمن        | - کانیبال هولوکاست (۱۹۸۰) - مرد عنکبوتی (۲۰۰۲) | ۱۹۸۰      |
| راب روتن          | | ۲۰۰۴      |
| روکو سیفردی       | - رمانس (۱۹۹۹) - کالبدشناسی دوزخ (۲۰۰۴) - ازدواج در پاریس (۲۰۱۱) | ۱۹۹۹      |
| ران جرمی          | - شکارچیان روح (۱۹۸۴) - تعقیب (فیلم ۱۹۹۴) (۱۹۹۴) - کشتن زوئی (۱۹۹۴) - اورگازمو (۱۹۹۷) - ۵۴ (۱۹۹۸) - قدیسان بوندوک (۱۹۹۹) - دیترویت راک سیتی (۱۹۹۹) - قوانین جاذبه (۲۰۰۲) - اسپان (۲۰۰۲) - اشراف (۲۰۰۵) - انسان راست‌قامت (۲۰۰۷) - کرانک: ولتاژ بالا (۲۰۰۹) | ۱۹۸۴      |
| ساشا گری          | - انسان راست‌قامت (فیلم) (۲۰۰۷) - تجربه دوست دختر (۲۰۰۹) - من با تو ذوب میشم (۲۰۱۱) - پنجره‌های باز (۲۰۱۴) - نویسنده بد (۲۰۱۴) | ۲۰۰۷      |
| ساوانا            | | ۱۹۹۰      |
| سلن               | | ۲۰۰۰      |
| سنسی پرل          | - موزیکال دبیرستان (۲۰۰۶) - موزیکال دبیرستان ۲ (۲۰۰۷) - درباره چری (۲۰۱۲) | ۲۰۰۶      |
| سرینا             | - ۱۰(۱۹۷۹) - هاردکور (۱۹۷۹) | ۱۹۷۹      |
| شارون میچل        | - مجنون (۱۹۸۰) - پرداخت ۵۲ هزار دلاری (۱۹۸۶) | ۱۹۸۰      |
| شایلا استایلز     | | ۲۰۱۱      |
| سایمون رکس        | - فیلم ترسناک ۳ (۲۰۰۳) - فیلم ترسناک ۴ (۲۰۰۶) - فیلم ابرقهرمان (۲۰۰۸) | ۲۰۰۳      |
| سولا آئویی        | | ۲۰۰۶      |
| استیون جفریس      | - شب وحشت (۱۹۸۵) (قبل از پورن) | ۱۹۸۵      |
| استورمی دنیلز     | - باکره چهل‌ساله (۲۰۰۵) - باردار (۲۰۰۷) - سمت خطر شهر (۲۰۱۰) | ۲۰۰۵      |
| سانی لئونه        | - دختر همسایه (۲۰۰۴) (کمیو) - جسم ۲ (۲۰۱۲) - تیراندازی در وادالا (۲۰۱۳) (مهمان) - داستان نفرت ۲ (۲۰۱۴) (مهمان) - مستی‌زاده (۲۰۱۶) - رعد و برق (۲۰۱۵) - لیلا یک معما (۲۰۱۵) - رئیس (۲۰۱۷) (مهمان) - در انتظار تو (۲۰۱۷) - سینگ بله می‌گوید (۲۰۱۵)            | ۲۰۰۴      |
| تاباتا کش         | | ۱۹۹۵      |
| تابیتا استیونز    | | ۲۰۰۵      |
| تاونی روبرتز      | - سایه (۲۰۰۳) | ۲۰۰۳      |
| تیلور وین         | - نیکی کوچک (۲۰۰۰) | ۲۰۰۰      |
| تری ویگل          | - صورت‌زخمی (۱۹۸۳) (حضور افتخاری بی اعتبار) - بازگشت گوجه‌های قاتل (۱۹۸۸) - دور از خانه (۱۹۸۹) - نشان‌گذاری شده برای مرگ (۱۹۹۰) - غارتگر ۲ (۱۹۹۰) | ۱۹۸۳      |
| تام بیرون         | - پرداخت ۵۲ هزار دلاری (۱۹۸۶) | ۱۹۸۶      |
| تامی پیستول       | | ۲۰۰۹      |
| تریسی لوردز       | - کرای-بیبی (۱۹۹۰) - سریال مام (۱۹۹۳) - چیره‌دستی (۱۹۹۵) - تیغه (۱۹۹۸) - زک و میری یک فیلم پورنو می‌سازند (۲۰۰۸) - امیدوارم آن‌ها در جهنم آبجو سرو کنند (۲۰۰۹)                                                                                               | ۱۹۸۸      |
| تیرا میسو         | - انتحاری (۲۰۰۶) | ۲۰۰۶      |
| ورونیکا هارت      | - روبی (۱۹۹۲) - بوگی نایتز (۱۹۹۷) - مگنولیا (۱۹۹۹) | ۱۹۹۲      |
| یاسمین لافیت      | | ۲۰۰۷      |
| یاسمین لی         | - خماری: قسمت دوم (۲۰۱۱) | ۲۰۱۱      |
| زاک اسپیرز        | - نسل نابودی (۱۹۹۵) | ۱۹۹۵      |